# Heterocarpus dorsalis
Heterocarpus dorsalis är en kräftdjursart som beskrevs av Charles Spence Bate 1888. Heterocarpus dorsalis ingår i släktet Heterocarpus och familjen Pandalidae. Inga underarter finns listade i Catalogue of Life.

## Bildgalleri

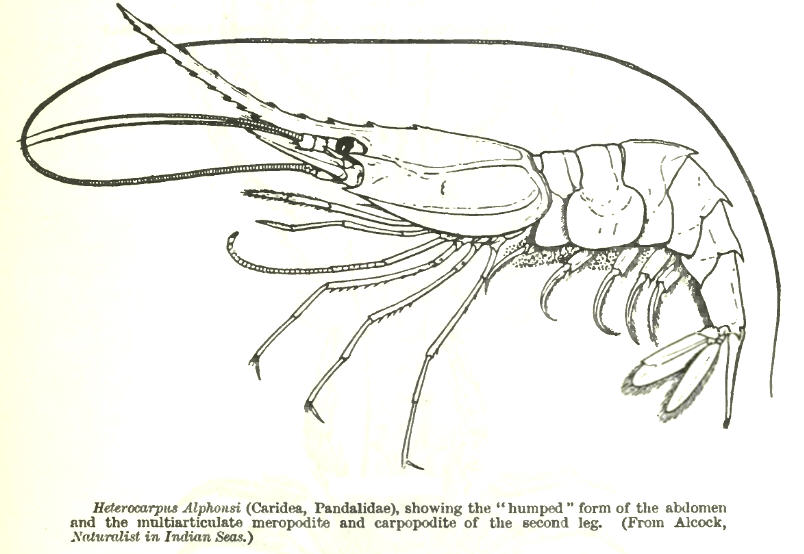